# Sedum magniflorum
Sedum magniflorum är en fetbladsväxtart som beskrevs av Kun Tsun Fu. Sedum magniflorum ingår i Fetknoppssläktet som ingår i familjen fetbladsväxter. Inga underarter finns listade i Catalogue of Life.